# Рудник (Цешинський повіт)
Рудник (пол. Rudnik) — село в Польщі, у гміні Гажлях Цешинського повіту Сілезького воєводства.
Населення — 451 особа (2011).
У 1975-1998 роках село належало до Бельського воєводства.

## Демографія
Демографічна структура станом на 31 березня 2011 року:
|          | Загалом | Допрацездатний вік | Працездатний вік | Постпрацездатний вік |
| -------- | ------- | ------------------ | ---------------- | -------------------- |
| Чоловіки | 241     | 57                 | 163              | 21                   |
| Жінки    | 210     | 43                 | 131              | 36                   |
| Разом    | 451     | 100                | 294              | 57                   |